# Puli (Taiwan)
Puli (cinese tradizionale: 埔里鎮; pinyin: Pǔlǐ zhèn; Wade-Giles: P'u3-li3 chen4; POJ: Po·-lí tìn) è una città di Taiwan situata nella contea di Nantou. La città è l'esatto centro geografico dell'isola di Taiwan.
Nel XIX secolo, Puli era conosciuta con i nomi di Posia (埔社) oppure Polisia (埔裏社), mentre il nome atayal (gli Atayal sono un'etnia di aborigeni taiwanesi residenti nell'area) dell'insediamento era Sabaha Bakalas, che significa "casa delle stelle".
L'economia della città di Puli si basa sul turismo, grazie alle vicine destinazioni turistiche montane. La più conosciuta di esse è il Lago Sun Moon, il più grande lago naturale dell'isola, a 30 minuti in auto dalla città. Altre destinazioni turistiche sono una birreria nazionale ed il più grande tempio buddhista della contea di Nantou, chiamato Zhongtai chansi (caratteri cinesi: 中台禪寺).
Nel 1999, la città fu danneggiata dal Terremoto di Chichi.

## Istruzione
- Università Nazionale di Chi Nan, si trova a 15 minuti in auto dal centro della città